# Йонел Аугустін
Йонел Аугустін (рум. Ionel Augustin, нар. 11 жовтня 1955, Бухарест) — румунський футболіст, що грав на позиції нападника. По завершенні ігрової кар'єри — тренер.
Виступав, зокрема, за клуб «Динамо» (Бухарест), а також національну збірну Румунії.
Чотириразовий чемпіон Румунії. Дворазовий володар Кубка Румунії.

## Клубна кар'єра
Народився 11 жовтня 1955 року в місті Бухарест. Вихованець футбольної школи клубу «Динамо» (Бухарест). Дорослу футбольну кар'єру розпочав 1974 року в основній команді того ж клубу, в якій провів два сезони, взявши участь у 6 матчах чемпіонату. За цей час виборов титул чемпіона Румунії.
Протягом 1976—1977 років захищав кольори клубу «Жиул» (Петрошань).
Своєю грою за останню команду знову привернув увагу представників тренерського штабу клубу «Динамо» (Бухарест), до складу якого повернувся 1977 року. Цього разу відіграв за бухарестську команду наступні вісім сезонів своєї ігрової кар'єри. Більшість часу, проведеного у складі бухарестського «Динамо», був основним гравцем атакувальної ланки команди. У складі бухарестського «Динамо» був одним з головних бомбардирів команди, маючи середню результативність на рівні 0,33 гола за гру першості. За цей час додав до переліку своїх трофеїв ще три титули чемпіона Румунії.
Згодом з 1986 по 1989 рік грав у складі команд «Вікторія» (Бухарест), «Рапід» (Бухарест) та «Хімія» (Римніку-Вилча).
Завершив ігрову кар'єру у команді «Уніря» (Слобозія), за яку виступав протягом 1989—1990 років.

## Виступи за збірну
У 1978 році дебютував в офіційних матчах у складі національної збірної Румунії.
У складі збірної був учасником чемпіонату Європи 1984 року у Франції.
Загалом протягом кар'єри в національній команді, яка тривала 9 років, провів у її формі 34 матчі, забивши 3 голи.

## Кар'єра тренера
Розпочав тренерську кар'єру, повернувшись до футболу після невеликої перерви, 1995 року, очоливши тренерський штаб клубу «Динамо» (Бухарест). Наразі досвід тренерської роботи обмежується цим клубом.

## Титули і досягнення
- Чемпіон Румунії (4):

«Динамо» (Бухарест): 1974-1975, 1981-1982, 1982-1983, 1983-1984
- Володар Кубка Румунії (2):

«Динамо» (Бухарест): 1981-1982, 1983-1984